# Verklighetens Center
Verklighetens Center, även Stiftelsen Verklighetens Center eller Hållbart ledarskap, är en näringsdrivande stiftelse i Vuollerim. Nätverket arbetar med personlighetsutveckling, ledarskapsutbildning och mental träning. Det grundades av Annchristine Lundström (Anderson) som tidigare bodde i USA. Verklighetens Center är verksam i Vuollerim i såväl föreningar, näringsliv, friskola som politiskt från flera olika lokaler bland annat Bytutet, Gästgiveriet, Vuollerims Friskola m.fl.

## Program
Verklighetens Centers program bygger på teorin att en individs utveckling kan hämmas av så kallade irritationspartiklar och att en människas handlingar går att mäta. Irritationspartiklarna samlas i ett moln ovanför huvudet och "poffas" bort.Genom att bli medveten om sina handlingar och de konsekvenser ett visst agerande kan medföra skall individen förhindras att fatta felaktiga beslut. Centret anser att varje människa har en outnyttjad potential och att man genom att arbeta med sig själv kan ta tillvara sina möjligheter. Genom en fond som startade i samarbete med golfspelaren Robert Karlsson, The Opening Key Foundation, vill man ge bidrag till privatpersoner, företag och organisationer för att främja individuell tillväxt. Karlsson tillskriver bland annat den verksamhet som Centret bedriver som en av faktorerna bakom hans framgångar inom sporten.

## Kritik
Föreningen Rädda Individen har klassat Verklighetens Center som en manipulativ rörelse. Andra anser att centret bidragit till att skapa en känsla av handlingskraft och entreprenörskänsla i Vuollerim. Religionsforskaren Peter Åkerbäck anser att det finns likheter med scientologi och Landmark Education.
I Clas Svahns bok Sekter och hemliga sällskap i Sverige och världen analyseras Verklighetens Center som en "sektliknande rörelse". SVT:s Uppdrag Granskning skildrade centrets verksamhet 2005 och anmäldes därefter till Granskningsnämnden för radio och TV. Denna friade programmet, men kritiserade det för osaklighet på en punkt. Beteendevetaren Helena Löfgren är också en av många som har kritiserat Stiftelsen Verklighetens Center bland annat för dess många likheter med scientologerna.